# Bellevue (Nebraska)
Bellevue je grad u američkoj saveznoj državi Nebraska. Prema popisu stanovništva iz 2010. u njemu je živjelo 50,137 stanovnika.